# Björn Tuneld
Björn Willy Tuneld, född den 15 februari 1904 i Berlin, död den 11 januari 2000 i Göteborg, var en svensk jurist. Han var son till John Tuneld och tvillingbror till John Tuneld.
Tuneld avlade studentexamen 1923 och juris kandidatexamen vid Lunds universitet 1929. Han genomförde tingstjänstgöring 1930–1933. Tuneld blev extra notarie vid drätselkammaren i Malmö 1933, vid fastighetskontoret i Göteborg 1935, sekreterare och byråchef vid lönenämnden där 1940–1954 och stadsombudsman vid stadskollegiet i Göteborg 1954. Han blev riddare av Nordstjärneorden 1959.